# Wahlen zum Repräsentantenhaus der Vereinigten Staaten 1864
Die Wahlen zum Repräsentantenhaus der Vereinigten Staaten 1864 fanden ab dem 5. Juni 1864 statt. Dabei wurden in den Vereinigten Staaten an verschiedenen Wahltagen die Abgeordneten des Repräsentantenhauses gewählt. Die Wahlen waren Teil der allgemeinen Wahlen zum 39. Kongress der Vereinigten Staaten in jenem Jahr, bei denen auch ein Drittel der US-Senatoren gewählt wurden. Gleichzeitig fand auch die Präsidentschaftswahl des Jahres 1864 statt, die der Republikanische Amtsinhaber Abraham Lincoln gewann. Überschattet waren die Wahlen von den Ereignissen des Amerikanischen Bürgerkrieges.
Zum Zeitpunkt der Wahlen bestanden die Vereinigten Staaten aus Sichtweise der Nordstaaten aus 36 Bundesstaaten (West Virginia und Nevada waren inzwischen hinzugekommen). In der Realität nahmen die elf aus der Union ausgetretenen Südstaaten, die nun die Konföderierten Staaten bildeten, nicht an der Wahl teil. Daher betrug die Zahl der in den verbliebenen 25 Bundesstaaten zu wählenden Abgeordneten 193. Die Sitzverteilung basierte auf der Volkszählung von 1860.
Bei der Wahl konnten die Republikaner deutliche Gewinne erzielen. Sie gewannen 51 Mandate hinzu und stellten nun mit 136 Mandaten eine Zweidrittelmehrheit. Auf der anderen Seite verloren die Demokraten 34 Sitze und kamen nun nur noch auf 38 Mandate. Die Unionisten verloren 7 Sitze und kamen nun auf 18 Mandate im Repräsentantenhaus. Die Gründe für den Umschwung zu Gunsten der Republikaner waren zum einen eine interne Spaltung der Demokraten. Ein Flügel trat für Verhandlungen mit dem Süden zur Beendigung des Krieges ein (was eine Anerkennung der Konföderation bedeutet hätte) während der andere Flügel für die Fortsetzung des Krieges war. Ein anderer Grund waren militärische Erfolge der Union im Sommer 1864, die bei der Wahl der republikanischen Regierung zugutekamen.
Frauen und Sklaven waren weder wahlberechtigt noch wählbar. In vielen Bundesstaaten waren auch freie Afroamerikaner von der Wahl ausgeschlossen.

## Wahlergebnis
- Demokratische Partei 38 (72) Sitze
- Republikanische Partei 136 (85) Sitze
- Unionisten: 18 (25) Sitze
- Sonstige: 1 (2)

Gesamt: 193
In Klammern sind die Ergebnisse der letzten Wahl zwei Jahre zuvor. Veränderungen im Verlauf der Legislaturperiode, die nicht die Wahlen an sich betreffen, sind bei diesen Zahlen nicht berücksichtigt, werden aber im Artikel über den 39. Kongress im Abschnitt über die Mitglieder des Repräsentantenhauses bei den entsprechenden Namen der Abgeordneten vermerkt. Das Gleiche gilt für Wahlen in Staaten, die erst nach dem Beginn der Legislaturperiode der Union beitraten. Daher kommt es in den Quellen gelegentlich zu unterschiedlichen Angaben, da manchmal Veränderungen während der Legislaturperiode in die Zahlen eingearbeitet wurden und manchmal nicht.